# Saint-Léger-de-Rôtes
Saint-Léger-de-Rôtes – miejscowość i gmina we Francji, w regionie Normandia, w departamencie Eure.
Według danych na rok 1990 gminę zamieszkiwało 465 osób, a gęstość zaludnienia wynosiła 72 osoby/km² (wśród 1421 gmin Górnej Normandii Saint-Léger-de-Rôtes plasuje się na 478. miejscu pod względem liczby ludności, natomiast pod względem powierzchni na miejscu 573.).